# Jack McDuff
Jack McDuff (narozen jako Eugene McDuffy; 17. září 1926, Champaign, Illinois, USA – 23. ledna 2001, Minneapolis, Minnesota, USA) byl americký jazzový varhaník a zpěvák. Zemřel na selhání srdce ve věku 74 let.